# Konrad Huber (Sportschütze)
Konrad Walentin Huber (* 4. November 1892 in Helsinki; † 4. Dezember 1960 ebenda) war ein finnischer Sportschütze.

## Erfolge
Konrad „Konni“ Huber nahm an den Olympischen Spielen 1924 in Paris und 1952 in Helsinki im Trap teil. Im Mannschaftswettbewerb belegte er 1924 mit der finnischen Mannschaft hinter den Vereinigten Staaten und Kanada den dritten Platz. Mit insgesamt 360 Punkten war die Mannschaft, die neben Huber noch aus Werner Ekman, Robert Tikkanen, Georg Nordblad, Magnus Wegelius und seinem Bruder Robert Huber bestand, gleichauf mit den Kanadiern, unterlag diesen aber in einem abschließenden Stechen und gewann damit die Bronzemedaille. Huber war mit 94 Punkten der beste Schütze der Mannschaft. In der Einzelkonkurrenz erzielte er wie Gyula Halasy den Bestwert von 98 Punkten, jedoch setzte sich Halasy im Stechen gegen Huber durch, sodass letzterem die Silbermedaille blieb. 1952 belegte Huber mit 188 Punkten den fünften Platz.
1937 wurde er in Helsinki sowohl im Einzel als auch in der Mannschaftskonkurrenz Weltmeister. Bereits 1929 hatte er in Stockholm mit der Mannschaft Silber gewonnen. 1947 sicherte er sich ebenda im Mannschaftswettbewerb Bronze.
Konrad Huber wurde 1937 mit der „Finnlandschwedischen Goldmedaille“ (schwedisch Finlandssvenska bragdmedaljen) geehrt, einer Auszeichnung für finnlandschwedische Sportler.